# Majoor Bosshardt Prijs
De Majoor Bosshardt Prijs is een prijs uitgereikt door de Stichting Nederland Positief in samenwerking met het Leger des Heils. De prijs is in 2006 opgezet met als doel het leven en werk van Alida Bosshardt, beter bekend als Majoor Bosshardt, te herdenken. Het Leger des Heils stelt dat de majoor zo een blijvend voorbeeld is van onbaatzuchtigheid, liefde voor mensen en betrokkenheid bij de samenleving.

## Winnaars
- 2020: Marga Bult[3] Dit zorgde voor ophef.[4]
- 2019: Beau van Erven Dorens
- 2018: Stichting Het Vergeten Kind Angela Schijf[5][6]
- 2017: Linda de Mol LINDA.foundation[7]
- 2016: Ali B[8]
- 2015: Erben Wennemars voor het Jeugdsportfonds[9]
- 2014: Edwin van der Sar Foundation[10]
- 2013: Sander de Kramer, KRO-presentator[11]
- 2012: Lucille Werner[12]
- 2011: Marco Borsato[13]
- 2010: Prinses Laurentien[14][15]
- 2010: Voedselbanken Nederland[16]
- 2009: Hannie van Leeuwen[17]
- 2009: Stichting Meer dan Voetbal[18]
- 2008: Willeke Alberti Foundation[19]
- 2008: Erica Terpstra[19]
- 2007: Majoor Bosshardt[1]
- 2006: Anton van der Geld[20][21]